# Kaleidoscope (britská hudební skupina)
Kaleidoscope byla anglická psychedelicky rocková skupina, fungující mezi lety 1967 a 1968.

## Členové
- Eddy Pumer – kytara
- Steve Clark – baskytara, flétna
- Danny Bridgman – bicí
- Peter Daltrey – zpěv, klávesy

## Diskografie

### Alba
jako Kaleidoscope
- Tangerine Dream (1967)
- Faintly Blowing (1969)
- White Faced Lady (1991)
- Please Listen to the Pictures (2003)

jako Fairfield Parlour
- From Home to Home (1970)